# Luis Alberto Pozzi
Luis Alberto Pozzi (25 de abril de 1948) es un militar argentino en situación de retiro con el grado de teniente general. Fue el jefe del Estado Mayor General del Ejército (JEMGE) desde el 19 de diciembre de 2008 hasta el 3 de julio de 2013.

## Carrera militar
Pozzi ingresó como cadete al Colegio Militar de la Nación el 15 de febrero de 1965 y egresó como subteniente del Arma de Comunicaciones el 19 de diciembre de 1968, a los 20 años.

### Oficial Subalterno y Jefe
Como oficial subalterno prestó servicios en unidades de comunicaciones, en la guerra de las Malvinas, en la Escuela de Suboficiales «Sargento Cabral», en el Colegio Militar de la Nación y en la Escuela Superior Técnica. Como oficial jefe prestó servicios en la Agrupación de Comunicaciones 601, fue jefe del Batallón de Comunicaciones 601 (1993-1994), y en la Dirección de Comunicaciones, entre otros. También prestó servicios como oficial superior en diversos otros lugares.
Realizó el Curso de «oficial Ingeniero Militar» en la Escuela Superior Técnica, en la especialidad de «Electrónica».

### Oficial superior
En 1998, fue designado director de Sistemas de Comunicaciones e Informática del Ejército, cargo que mantuvo hasta 2005, y, en diciembre de 2000, fue ascendido a general de brigada. En 2002, fue designado comandante conjunto de Comunicaciones, Guerra Electrónica e Informática, del Estado Mayor Conjunto de las Fuerzas Armadas. En noviembre de 2004, fue nombrado titular del flamante Comando de Comunicaciones e Informática del Ejército, y el 21 de diciembre de ese mismo año fue ascendido a general de división. Fue también director de la Dirección de Investigación Desarrollo y Producción del Ejército (DIDEP) y, durante su gestión en la misma, se potenciaron diversos proyectos como el vehículo aerolanzable VLEGA Gaucho, la repotenciación de los M113 en el CRMC en la Guarnición de Ejército Boulogne Sur Mer, el LIPAN y otros.
De carrera militar era además ingeniero  graduado en tecnología aeroespacial de la Universidad Tecnológica Nacional (UTN).El nivel de especialización en informática le permitió dirigir toda la renovación tecnológica en las tropas argentinas que participan de los cascos azules de las Naciones Unidas (ONU).

### Titular del Ejército Argentino
El 22 de diciembre de 2006 fue designado por el presidente Néstor Kirchner,  subjefe del Estado Mayor General del Ejército, reemplazando al general de división Néstor Hernán Pérez Vovard. El 19 de septiembre de 2008, tras la renuncia del jefe del Ejército, Roberto Bendini, fue designado para sucederlo en dicho cargo por la presidenta Cristina Fernández de Kirchner, a través del decreto 1535. Juró formalmente el día 23 de dicho mes, en una ceremonia a la que asistieron funcionarios del gobierno como Nilda Garré, Sergio Massa, Florencio Randazzo y Carlos Tomada y donde manifestó que "Malvinas es un mandato constitucional y un objetivo irrenunciable de nuestra política exterior". En la Subjefatura, lo sustituyó el general de brigada Eduardo A. Lugani.Durante su gestión busco la modernización del sistema de defensa y la incorporación de nuevo material en la fuerza 
Investigado por enriquecimiento ilícito y lavado de dinero
A finales de junio de 2013, en una renovación de la cúpula de las Fuerzas Armadas, tras la asunción de Agustín Rossi como Ministro de Defensa, fue reemplazado por el General de División César Milani.

## Condecoraciones y distintivos
- "Oficial Ingeniero Militar"
- "Orden del Mérito Militar en el Grado de Gran Oficial" otorgada por el Ejército de Brasil.
- "Especialización Complementaria Superior"
- "Distintivo años de Servicio"
- "Posgrado Escuela Superior Técnica"